# Karen Mok
Karen Joy Morris (2 de junio de 1970), más conocida comúnmente en la sinoesfera como Karen Mok o Mok Man-Wai, es una actriz y cantautora china dos veces ganadora del Golden Melody Award, premio otorgado en Hong Kong.

## Biografía
Mok asistió a una escuela para chicas de una Diócesis de primaria y secundaria en Hong Kong. Gracias a la educación que recibió es capaz de hablar inglés, cantonés, mandarín, italiano y francés.

## Filmografía

### Cine
| Año  | Título                                                                      |
| ---- | --------------------------------------------------------------------------- |
| 1994 | 清官難審 Family Affair                                                      |
| 1995 | 墮落天使 Fallen Angels                                                      |
| 1995 | 回魂夜 Out of the Dark                                                      |
| 1995 | 救世神棍 Heaven Can't Wait                                                  |
| 1995 | 西遊記2 之仙履奇緣 A Chinese Odyssey Part Two: Cinderella                   |
| 1995 | 西遊記之月光寶盒 A Chinese Odyssey Part One: Pandora's Box                  |
| 1996 | 食神 God of Cookery                                                         |
| 1996 | 色情男女 Viva Erotica                                                       |
| 1996 | 黑俠 Black Mask                                                             |
| 1996 | 飛虎II之傲氣比天高 Best of the Best                                         |
| 1996 | 我愛廚房 Kitchen                                                            |
| 1996 | 四面夏娃 Four Faces of Eve                                                  |
| 1996 | 古惑仔III之隻手遮天 Young & Dangerous III                                   |
| 1996 | 古惑女 Sexy and Dangerous                                                   |
| 1996 | 4 個 32A 和一個香蕉少年 Those Were the Days                                 |
| 1996 | wkw/tk/1996@7′55″hk.net                                                     |
| 1997 | 熱面最強 Task Force                                                         |
| 1997 | 算死草 Lawyer Lawyer                                                        |
| 1997 | 初纏戀後之二人世界 First Love: The Litter on the Breeze                     |
| 1997 | 97古惑仔之战无不胜 Young and Dangerous 4                                    |
| 1999 | 心動 Tempting Heart                                                         |
| 1999 | 喜劇之王 The King of Comedy                                                 |
| 2000 | 車神傳說 The Roaring Wheels                                                 |
| 2000 | 煙飛煙滅 From Ashes to Ashes                                                |
| 2001 | 絕世好bra La Brassiere                                                      |
| 2001 | 少林足球 Siu lam juk kau                                                    |
| 2001 | 九龍冰室 Goodbye, Mr. Cool                                                  |
| 2001 | 走到底 All the Way                                                          |
| 2002 | 夕陽天使 So Close                                                           |
| 2002 | 豬扒大聯盟 The Irresistible Piggies                                         |
| 2002 | Office有鬼 Haunted Office                                                   |
| 2003 | 千機變 The Twins Effect                                                     |
| 2004 | 環遊世界80天 Around the World in 80 Days (acreditada como Karen Joy Morris) |
| 2004 | 大佬愛美麗 Enter the Phoenix                                                |
| 2005 | 童夢奇緣 Wait 'Til You're Older                                             |
| 2005 | 龍刀奇緣 DragonBlade (papel de voz)                                         |
| 2006 | 四大天王 The Heavenly Kings (cameo)                                         |
| 2007 | 老港正傳 Mr. Cinema                                                         |
| 2008 | The Coffin                                                                  |
| 2008 | 迷果 Lost Indulgence                                                        |
| 2010 | The Road Less Traveled                                                      |
| 2010 | Go Lala Go!                                                                 |
| 2013 | Man of Tai Chi                                                              |

## Discografía

### Álbumes
| N.º | Título | Idioma   | Año de lanzamiento |
| --- | --- | -------- | ------------------ |
| 1   | 同名專輯 Karen | Cantonés | 1993               |
| 2   | 全身莫文蔚 Karen Mok In Totality                                                                                                | Cantonés | 1996               |
| 3   | 做自己 To Be | Mandarín | 1997               |
| 4   | 我要說 I Say | Mandarín | 1998               |
| 5   | 就是莫文蔚 | Mandarín | 1999               |
| 6   | Ni Ke Yi (你可以; You Can) | Cantonés | 1999               |
| 7   | 莫文蔚NO.1新曲+精選 Karen More                                                                                                  | Mandarín | 2000               |
| 8   | 十二樓的莫文蔚 Karen Mok on the Twelfth Floor                                                                                   | Mandarín | 2000               |
| 9   | 一朵金花 Golden Flower | Cantonés | 2001               |
| 10  | [i] | Mandarín | 2002               |
| 11  | Ai Si Ni X [愛死妳 X; Love You To Death X] (Nota: Este álbum es más conocido simplemente como X en los países de habla inglesa) | Mandarín | 2003               |
| 12  | 如果沒有你 Without You | Mandarín | 2006               |
| 13  | 拉活…莫文蔚 L!ve is… Karen Mok                                                                                                  | Mandarín | 2007               |
| 14  | 就i Karen 莫文蔚精選 I Love Karen Mok Best Collection                                                                           | Mandarín | 2008               |
| 15  | Hui Wei (回蔚) (álbum digital)                                                                                                  | Mandarín | 2009               |

### EPs
| N.º | Título del álbum                  | Idioma   | Año de lanzamiento |
| --- | --------------------------------- | -------- | ------------------ |
| 1   | 愛自己 Love Yourself              | Chino    | 1997               |
| 2   | 莫文蔚我愛你 Karen Mok I Love You | Chino    | 1998               |
| 3   | Silent                            | Inglés   | 1998               |
| 4   | 回家 Back                         | Cantonés | 1999               |
| 5   | 實況轉播 Live Show                | Chino    | 1999               |
| 6   | Karen Mok                         | Cantonés | 2000               |
| 7   | 再生 Live Again                   | Cantonés | 2000               |

### Bandas sonoras
| N.º | Título del álbum                           | Año de lanzamiento |
| --- | ------------------------------------------ | ------------------ |
| 1   | 我愛你 電影原聲大碟 I Love You             | 1998               |
| 2   | 海上花 電影原聲大碟 Flowers of Shanghai    | 1998               |
| 3   | 喜劇之王 電影原聲大碟 King of Comedy       | 1999               |
| 4   | 夕陽天使 電影原聲大碟 So Close             | 2002               |
| 5   | 求婚事務所 電視原聲大碟 Say Yes Enterprise | 2004               |

## Premios y nominaciones
| Año  | Premio |
| ---- | --- |
| 1996 | - Golden Bauhinia Awards: Ganadora a la "Mejor actriz de reparto" por Fallen Angels - Hong Kong Film Award: Ganadora a la "Mejor actriz de reparto" por Fallen Angels |
| 1997 | - Golden Horse Award: Nominada a "Mejor actriz" por God of Cookery - Hong Kong Film Award: Nominada a "Mejor actriz" por God of Cookery - Hong Kong Film Award: Nominada a "Mejor canción original para una película"                                                                                        |
| 2000 | - Golden Bauhinia Awards: Nominada a "Mejor actriz de reparto" por Tempting Heart |
| 2003 | - 14th Golden Melody Awards, Taiwán: Ganadora del premio a "Mejor artista mandarín femenina del año" |
| 2006 | - Hong Kong Film Award: Nominada a "Mejor actriz" por Wait 'Til You're Older |
| 2008 | - 19th Golden Melody Awards, Taiwán: Ganadora del premio al "Mejor álbum en mandarín del año" - 19th Golden Melody Awards, Taiwán: Nominada a "Mejor artista mandarín femenina del año" - Hong Kong Film Award: Nominada a "Mejor actriz de reparto" por Mr. Cinema - MTV Asia Awards: Premios "Inspiration" |